# クレイグ・ドーソン
クレイグ・ドーソン（Craig Dawson, 1990年5月6日 - ）は、イングランド・ロッチデール出身のサッカー選手。ポジションはDF（センターバック）。

## 選手経歴
2009年2月、ドーソンは、クルー・アレクサンドラFCから3万ポンドの入札を受けたが、地元クラブであるロッチデールAFCと1万2千ポンドで2年契約を締結した。また、シーズン終了までラドクリフFCへ期限付き移籍した。
その後2010年から2019年まではウェスト・ブロムウィッチ・アルビオンFCに所属した。2019年7月1日、ワトフォードFCと4年契約を締結した。
2020年10月12日、ウェストハム・ユナイテッドFCへの買取オプション付きの期限付き移籍が発表された。シーズン終了後に完全移籍に移行した。
2023年1月22日、ウルヴァーハンプトン・ワンダラーズFCへの完全移籍が発表された。
2025年6月6日、2024-25シーズン限りでウルヴスを退団することが発表された。